# ليدي ماي (ممثلة)
ليدي ماي (بالإنجليزية: Lady May) هي رابر وكاتبة أغاني وعارضة وممثلة أمريكية، ولدت في 6 مارس 1974 في لونغ آيلند في الولايات المتحدة.

## وصلات خارجية
- ليدي ماي (ممثلة) على موقع IMDb (الإنجليزية)
- ليدي ماي (ممثلة) على موقع ميوزك برينز (الإنجليزية)
- ليدي ماي (ممثلة) على موقع ميوزك برينز (الإنجليزية)
- ليدي ماي (ممثلة) على موقع أول ميوزيك (الإنجليزية)
- ليدي ماي (ممثلة) على موقع أول ميوزيك (الإنجليزية)
- ليدي ماي (ممثلة) على موقع ديسكوغز (الإنجليزية)
- ليدي ماي (ممثلة) على موقع ديسكوغز (الإنجليزية)